# Liste des sites et monuments classés de la wilaya de Guelma
Cet article présente une liste des sites et monuments classés de la wilaya de Guelma, en Algérie.

## Liste
| Id    | Identification du bien                                              | Datation        | Commune          | Coordonnées                      | Catégorie du classement                     | Mesures et date de protection | Date de publication au Journal Officiel | Illustration    |                       |
| ----- | ------------------------------------------------------------------- | --------------- | ---------------- | -------------------------------- | ------------------------------------------- | --- | --------------------------------------- | --------------- | --------------------- |
| 24-1  | Citadelle Bouatfane                                                 | Antique         | Aïn Larbi        | à géolocaliser                   | Classé                                      | Classé parmi les sites et monuments historiques par arrêté du 03/11/1999, après avis favorable de la commission nationale des monuments historiques émis lors de ses réunions du 18/04/1987, du 7/03/1988, du 17/06/1990, du 30/12/1991, du 19/01/1995, du 05/03/1996, du 13/05/1997, du 24/12/1997, du 24/12/1997, et du 26/07/1998. | N° 87 du 08/12/1999                     | Image manquante | Télécharger une image |
| 24-2  | Dolmens de la région Cheniour                                       | Protohistorique | Aïn Larbi        | à géolocaliser                   | Classé                                      | Classé parmi les sites et monuments historiques par arrêté du 03/11/1999, après avis favorable de la commission nationale des monuments historiques émis lors de ses réunions du 18/04/1987, du 7/03/1988, du 17/06/1990, du 30/12/1991, du 19/01/1995, du 05/03/1996, du 13/05/1997, du 24/12/1997, du 24/12/1997, et du 26/07/1998. | N° 87 du 08/12/1999                     | Image manquante | Télécharger une image |
| 24-3  | Dolmens et Grottes Funéraire à 12 km au nord de Hammam Meskhoutine. | Protohistorique | Roknia           | à géolocaliser                   | Classé                                      | Classé parmi les sites et monuments historiques en (L.1900), Conformément à l'article 62 de l'ordonnance N° 67-281 du 20/12/1967 | N° 07 du 23/01/1968                     | Image manquante | Télécharger une image |
| 24-4  | Kef Bouzioune Zatara Kadhima                                        | Antique         | Bou Hachana      | à géolocaliser                   | Classé                                      | Classé parmi les sites et monuments historiques par arrêté du 03/11/1999, après avis favorable de la commission nationale des monuments historiques émis lors de ses réunions du 18/04/1987, du 7/03/1988, du 17/06/1990, du 30/12/1991, du 19/01/1995, du 05/03/1996, du 13/05/1997, du 24/12/1997, du 24/12/1997, et du 26/07/1998. | N° 87 du 08/12/1999                     | Image manquante | Télécharger une image |
| 24-5  | Khenguet El Hadjar                                                  | Préhistorique   | Sellaoua Announa | à géolocaliser                   | Classé                                      | Classé parmi les sites et monuments historiques par arrêté du 03/11/1999, après avis favorable de la commission nationale des monuments historiques émis lors de ses réunions du 18/04/1987, du 7/03/1988, du 17/06/1990, du 30/12/1991, du 19/01/1995, du 05/03/1996, du 13/05/1997, du 24/12/1997, du 24/12/1997, et du 26/07/1998. | N° 87 du 08/12/1999                     | Image manquante | Télécharger une image |
| 24-6  | Piscine Romaine ( Hammam Berda )                                    | Antique         | Héliopolis       | à géolocaliser                   | Classé                                      | Classé parmi les sites et monuments historiques en date du 17/02/1954, Conformément à l'article 62 de l'ordonnance N° 67-281 du 20/12/1967 | N° 07 du 23/01/1968                     | Image manquante | Télécharger une image |
| 24-7  | Restes de Théâtre et Thermes                                        | Antique         | Guelma           | 36° 28′ 02″ nord, 7° 25′ 48″ est | Classé                                      | Classé parmi les sites et monuments historiques en (L.1900), Conformément à l'article 62 de l'ordonnance N° 67-281 du 20/12/1967 (Le théâtre romain de Guelma « l’antique Calama », ville du Nord-Est de l'Algérie, fut édifié grâce au financement d'une prêtresse du culte impérial.)                                               | N° 07 du 23/01/1968                     |                 | Télécharger une image |
| 24-8  | Ruines de la ville de Thibilis                                      | Antique         | Sellaoua Announa | à géolocaliser                   | Classé                                      | Classé parmi les sites et monuments historiques en date du 22/10/1952, Conformément à l'article 62 de l'ordonnance N° 67-281 du 20/12/1967 | N° 07 du 23/01/1968                     | Image manquante | Télécharger une image |
| 24-9  | Site d'Ain Nechma                                                   | Préhistorique   | Ben Djerrah      | à géolocaliser                   | Classé                                      | Classé parmi les sites et monuments historiques par arrêté du 03/11/1999, après avis favorable de la commission nationale des monuments historiques émis lors de ses réunions du 18/04/1987, du 7/03/1988, du 17/06/1990, du 30/12/1991, du 19/01/1995, du 05/03/1996, du 13/05/1997, du 24/12/1997, du 24/12/1997, et du 26/07/1998. | N° 87 du 08/12/1999                     | Image manquante | Télécharger une image |
| 24-10 | Sour El Thakana El Kadima                                           | Médiévale       | Guelma           | à géolocaliser                   | Classé                                      | Classé parmi les sites et monuments historiques par arrêté du 03/11/1999, après avis favorable de la commission nationale des monuments historiques émis lors de ses réunions du 18/04/1987, du 7/03/1988, du 17/06/1990, du 30/12/1991, du 19/01/1995, du 05/03/1996, du 13/05/1997, du 24/12/1997, du 24/12/1997, et du 26/07/1998. | N° 87 du 08/12/1999                     | Image manquante | Télécharger une image |
| 24-11 | Zaouia Cheikh El Hafnaoui Bedyar                                    | Médiévale       | Beni Mezline     | à géolocaliser                   | Classé                                      | Classé parmi les sites et monuments historiques par arrêté du 03/11/1999, après avis favorable de la commission nationale des monuments historiques émis lors de ses réunions du 18/04/1987, du 7/03/1988, du 17/06/1990, du 30/12/1991, du 19/01/1995, du 05/03/1996, du 13/05/1997, du 24/12/1997, du 24/12/1997, et du 26/07/1998. | N° 87 du 08/12/1999                     | Image manquante | Télécharger une image |
| 24-12 | Mosquée El Atik de Guelma                                           | Médiévale       | Guelma           | à géolocaliser                   | Inscription sur l'inventaire supplémentaire | Inscrit sur l'inventaire supplémentaire Arrêté signé par le wali N° 1720 du 02/11/2009 | Arrêté non pub au journal officiel      | Image manquante | Télécharger une image |
| 24-13 | Site Bordj Hmam                                                     | Antique         | Guelma           | à géolocaliser                   | Inscription sur l'inventaire supplémentaire | Inscrit sur l'inventaire supplémentaire Arrêté signé par le wali N° 1845 du 15/12/2009 | Arrêté non pub au journal officiel      | Image manquante | Télécharger une image |
| 24-14 | Théâtre Régional Mehmoud Triki                                      | Contemporaine   | Guelma           | à géolocaliser                   | Inscription sur l'inventaire supplémentaire | Inscrit sur l'inventaire supplémentaire Arrêté signé par le wali N° 461 du 07/04/2011 | Arrêté non pub au journal officiel      | Image manquante | Télécharger une image |
| 24-15 | Grottes du djebel Taya                                              | Aucune datation | Bou Hamdane      | à géolocaliser                   | Sites naturels                              | Classé Parmi les Sites et monuments naturel en date du 19/12/1927, Conformément à l'article 62 de l'ordonnance N° 67-281 du 20/12/1967 | N° 07 du 23/01/1968                     | Image manquante | Télécharger une image |
| 24-16 | Hammam Bébar dénommé Hammam Meskhoutine                             | Aucune datation | Hammam Debagh    | à géolocaliser                   | Sites naturels                              | Classé Parmi les sites naturels en date du 27/06/1993. | N° 48 du 21/07/1993                     |                 | Télécharger une image |